# Dům čp. 213 (Štramberk)
Dům čp. 213 stojí na ulici Plaňava ve Štramberku v okrese Nový Jičín. Roubený dům byl postaven na začátku 19. století. Byl zapsán do Ústředního seznamu kulturních památek ČR před rokem 1988 a je součástí městské památkové rezervace.

## Historie
Podle urbáře z roku 1558 bylo na náměstí postaveno původně 22 domů s dřevěným podloubím, kterým bylo přiznáno šenkovní právo, a sedm usedlých na předměstí. Uprostřed náměstí stál pivovar. V roce 1614 je uváděno 28 hospodářů, fara, kostel, škola a za hradbami 19 domů. Za panování jezuitů bylo v roce 1656 uváděno 53 domů. První zděný dům čp. 10 byl postaven na náměstí v roce 1799. V roce 1855 postihl Štramberk požár, při němž shořelo na 40 domů a dvě stodoly. V třicátých letech 19. století stálo nedaleko náměstí ještě dvanáct dřevěných domů.
Původní roubený dům čp. 213 byl postaven na začátku 19. století. Objekt je příkladem původní předměstské zástavby ve Štramberku.

## Stavební podoba
Dům je přízemní roubená stavba na obdélném půdorysu, je orientován okapovou stranou podél ulice a svahu. Dispozice je trojdílná s jizbou, síní a vyzděnou komorou. Stavba je roubená z kuláčů. Je postavena na vysoké omítnuté kamenné podezdívce, která vyrovnává svahovou nerovnost, je podsklepena s vchodem na severní straně. Na této straně je ke stavbě přistavěna malá hospodářská přístavba s pultovou střechou. Štítové průčelí východní dvouosé. Štíty jsou trojúhelníkové svisle bedněné s kvadratickým výzorníkem a podlomenicí v patě štítu. Na jižní jednoosé okapové straně s kastlíkovým oknem vystupuje před stěnu roubenky zděná stěna vnitřní pece. Severní průčelí je tříosé. Vstup v západní štítové stravě v ose průčelí vedené otevřenou pavláčkou s pultovou střechou. Střecha je sedlová krytá eternitem.